# NGC 4948
NGC 4948 is een balkspiraalstelsel in het sterrenbeeld Maagd. Het hemelobject werd op 25 mei 1887 ontdekt door de Amerikaanse astronoom Lewis A. Swift.

## Synoniemen
- IC 4156
- MCG -1-33-79
- PGC 45224